# Susi und Strolch (2019)
Susi und Strolch ist ein US-amerikanischer Fantasyfilm von Charlie Bean nach einem Drehbuch von Andrew Bujalski. Hierbei handelt es sich um ein Realfilm-Remake des Zeichentrickfilms Susi und Strolch aus dem Jahr 1955.
Der Film wurde am 12. November 2019 beim Streamingdienst Disney+ veröffentlicht. In Deutschland ist er seit dem bundesweiten Start von Disney+ am 24. März 2020 verfügbar.

## Handlung
Zu Weihnachten schenkt „Jim Dear“ seiner Frau „Darling“ den American Cocker Spaniel-Welpen Lady. Lady wird erwachsen und freundet sich mit den Hunden der Nachbarn an: dem älteren Bloodhound Trusty und dem resoluten Schottischen Terrier Jacqueline. Währenddessen verbringt Tramp, ein Schnauzer-Mischling, seine Tage damit, durch die Straßen zu streifen, Essen zu stehlen und dem örtlichen Hundefänger Elliot Ärger zu bereiten, der Tramp als „bösartig“ bezeichnet hat und besessen davon ist, ihn einzufangen. Nachdem Tramp gerade seine Freunde Peg und Bull aus Elliots Wagen befreit hat, versteckt er sich vor Elliot in Ladys Nachbarschaft. Dort lernen sich die beiden Hunde kennen, aber sonderlich sympathisch sind sich Lady und Tramp bei ihrer ersten Begegnung nicht.
Eines Tages brechen Jim Dear und Darling zu einem längeren Besuch bei Jim Dears Schwester auf und bitten Tante Sarah, ihre Tiere zu versorgen, zu denen auch zwei Devon-Rex-Katzen gehören, die den Hund im Haus nicht leiden können. Während die Tante beschäftigt ist, verwüsten sie das Wohnzimmer und schieben die Schuld auf Lady. Tante Sarah nimmt Lady sofort mit in eine Tierhandlung, um einen Maulkorb zu kaufen. Lady reißt aus und gerät in eine Gasse, wo sie mit dem bösartigen Straßenhund Isaac konfrontiert und von Tramp gerettet wird. Lady und Tramp verbringen daraufhin den Rest des Tages in der Stadt und essen Spaghetti mit Fleischbällchen zum Abendessen in Tony’s Restaurant. Lady gesteht, dass sie Zweifel hat, ob ihre Besitzer sie noch wollen, da seit einige Wochen ein Baby im Haus ist, dem nun die ganze Aufmerksamkeit gilt. Tramp verrät Lady, dass er einmal Besitzer hatte und verlassen wurde, nachdem sie ein Kind bekommen hatten. Das Gespräch wird jäh von Elliot unterbrochen, der wieder auf der Jagd ist und statt Tramp aus Versehen Lady fängt. Sie hat aber großes Glück, denn Jim Dear und Darling sind bereits auf der Suche nach ihrem Hund. Sie spüren Lady im Tierheim auf und bringen sie nach Hause, wo sie Tante Sarah und ihre Katzen entschlossen aus dem Haus werfen.
Tramp erfährt, dass Lady aus dem Tierheim wieder zu ihrem zu Hause zurückgeholt wurde. Er bedauert, dass er Lady nicht vor Elliot beschützen konnte. Als er ihr dies sagt, erklärt Lady, dass ihr Platz bei ihren Besitzern sei, und so trollt sich Tramp davon. Auch Lady geht ins Haus zurück und bemerkt eine Ratte im Kinderzimmer. Sie beginnt hektisch zu bellen, gerade als Elliot erscheint, um Jim Dear zu warnen, weil er Tramp zu ihrem Haus verfolgt hat. Jim Dear sperrt Lady in ein Zimmer und Lady ruft nach Tramp, der zurückkehrt und sich ins Kinderzimmer schleicht. In der anschließenden Jagd wird Tramp verletzt, schafft es aber, die Ratte zu töten. Das Baby, dessen Kinderbett dabei umgeworfen wurde, beginnt laut zu weinen. Jim Dear denkt, dass Tramp das Kind angegriffen hat, und übergibt ihn Elliot, damit er eingeschläfert wird.
Als Lady wieder aus dem Zimmer gelassen wird, führt sie Jim Dear und Darling zu der toten Ratte und macht sich sogleich mit zwei Nachbarhunden auf den Weg, um Tramp zu retten. Jim Dear und Darling, die nun erkennen, dass Tramp ihr Kind nur retten wollte, folgen Lady mit dem Auto und holen Tramp mit zu sich nach Hause, um ihn vor Elliot zu beschützen. Die Familie feiert gemeinsam Weihnachten und Tramp bekommt sein neues Halsband und seine Hundemarke. Draußen auf dem Hof berichtet Trusty zwei jungen Hunden die Geschichte, wie er geholfen hätte, „einen armen Streuner mit einem Herz aus Gold“ zu retten.

## Produktion

### Vorproduktion
Im Februar 2018 kündigte Disney eine Realverfilmung von Susi und Strolch für seinen geplanten Streaming-Service an.

### Casting
Ende Juli 2018 wurde Ashley Jensen als Jackie, eine weibliche Version von Jock, angekündigt, während Justin Theroux der Figur Strolch seine Stimme leihen wird. Ende des gleichen Monats wurde Kiersey Clemons als Darling, Susis Besitzerin, angekündigt. Am 14. August wurde bekannt, dass Tessa Thompson die weibliche Hauptrolle Susi sprechen wird, während Thomas Mann deren Herrchen Jim Dear darstellt. Yvette Nicole Brown wurde am 4. September für die Rolle der Tante Sarah verpflichtet. Am 21. September folgte Adrian Martinez als Hundefänger Elliot.

## Kritik
Das Lexikon des internationalen Films vergibt drei von fünf Sternen und resümiert, dass der Film „trotz einiger schwächerer Einfälle und nicht immer überzeugender Effekte durchaus Charme und Originalität entwickelt.“
Die Süddeutsche Zeitung beschrieb die Remakeversion als einen Ort, an dem es „überhaupt keine Probleme gibt“ und empfand den „Hundefänger“ als die „einzige ernsthafte Bedrohung in dieser Welt.“ „Susis Herrchen und Frauchen waren im Original, das der erzkonservative Walt Disney noch selbst kontrollierte, zwei Weiße. Im Update sind sie ein vorbildliches Diversity-Pärchen aus weißem Mann und schwarzer Frau. Und der „Siamese Cat Song“, den im Original zwei siamesische Katzen trällern und der mit seiner Yellowface-Stereotypisierung zum Kanon der rassistischen Großleistungen im Disneykatalog gehört, wurde durch eine harmlose Jazznummer ersetzt.“